# Manasette, Hosanagara
Manasette là một làng thuộc tehsil Hosanagara, huyện Shimoga, bang Karnataka, Ấn Độ.